# Twisted Desire
Twisted Desire (Brasil: Desejo Macabro ) é um telefilme de drama e suspense estadunidense de 1996 dirigido por Craig R. Baxley, escrito pelos irmãos gêmeos Carey e Chad Hayes. É estrelado por Melissa Joan Hart, com cônjuges da vida real Daniel Baldwin e Isabella Hoffman. O filme também é estrelado por Meadow Sisto, David Lascher e a estrela pop de R&B Jeremy Jordan. O filme estreou em 13 de maio de 1996 na NBC.
O filme é baseado nos assassinatos de 1990 dos pais de Jessica Wiseman, de 14 anos. Jessica fez seu namorado de 17 anos, Douglas Christopher Thomas, atirar e matar seus pais. Thomas foi executado em 2000, quando a pena de morte para adolescentes ainda era uma punição legal.

## Elenco
- Melissa Joan Hart como Jennifer Stanton
- Daniel Baldwin como William Stanton
- Jeremy Jordan como Nick Ryan
- Meadow Sisto como Karen Winkler
- Kurt Fuller como Detetive Becker
- Eric Laneuville como Detetive Daniels
- David Lascher como Brad
- Collin Wilcox Paxton como Rose Stanton
- Isabella Hofmann como Susan Stanton